# 19 de fevereiro
19 de fevereiro é o 50.º dia do ano no calendário gregoriano. Faltam 315 dias para acabar o ano (316 em anos bissextos).

## Eventos históricos

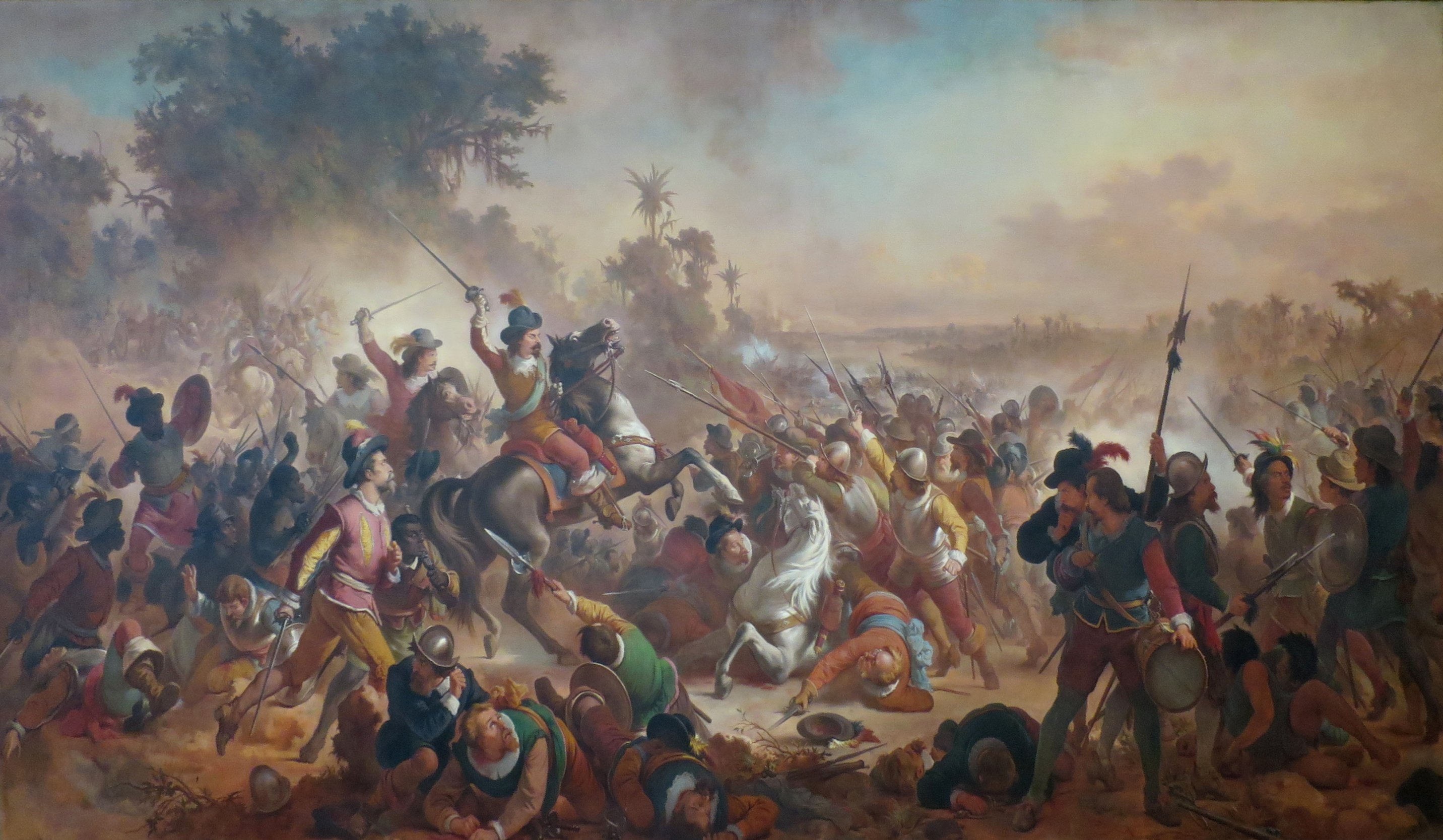
1649: Segunda Batalha de Guararapes

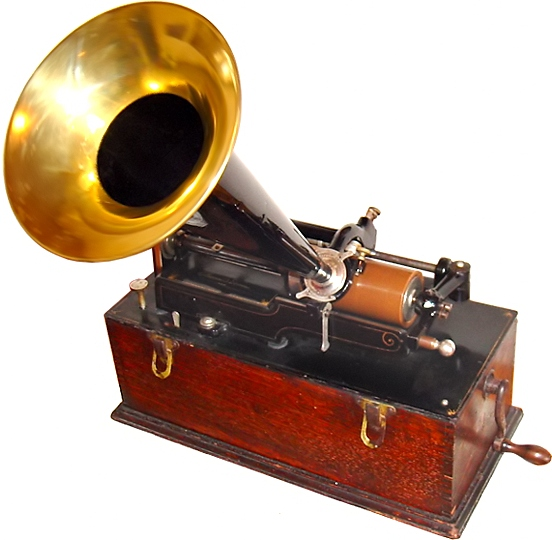
1878: Fonógrafo de Thomas Edison

- 0197 — Imperador Septímio Severo derrota o usurpador Clódio Albino na Batalha de Lugduno, a batalha mais sangrenta entre os exércitos romanos.
- 0356 — Imperador Constâncio II emite um decreto que fecha todos os templos pagãos no Império Romano.
- 1594 — Tendo já sido eleito para o trono da República das Duas Nações em 1587, Sigismundo III da Casa de Vasa é coroado Rei da Suécia, por ter sucedido seu pai João III da Suécia em 1592.
- 1600 — O estratovulcão peruano Huaynaputina explode na mais violenta erupção da história registrada da América do Sul.
- 1649 — Ocorre a Segunda Batalha de Guararapes, acabando efetivamente com os esforços da colonização holandesa no Brasil.
- 1674 — O Reino da Inglaterra e a República Holandesa assinam o Tratado de Westminster, encerrando a Terceira Guerra Anglo-Holandesa. Uma disposição do acordo transfere a colônia holandesa de Nova Amsterdã (futura Nova Iorque) para a Inglaterra.[1]
- 1726 — O Supremo Conselho Privado é estabelecido na Rússia.
- 1771 — Descoberto o aglomerado estelar aberto Messier 48 por Charles Messier.
- 1797 — Assinado o Tratado de Tolentino entre a República Francesa (em plena revolução) e os Estados Papais.
- 1810 — No Rio de Janeiro, é concluído e assinado tratado de amizade e comércio entre o príncipe regente Dom João Maria de Bragança e o Rei Jorge III do Reino Unido da Grã-Bretanha e Irlanda.
- 1819 — O explorador britânico William Smith descobre as ilhas Shetland do Sul e as reivindica em nome do rei Jorge III.[2]
- 1822 — Guerra da Independência do Brasil - Começa o movimento de insurreição pela independência da Bahia de Portugal.
- 1846 — Expansão territorial dos EUA: Anexação do Texas pelos Estados Unidos.
- 1868 — Guerra do Paraguai: a Passagem de Humaitá foi uma operação naval em que uma força naval brasileira força a passagem sob fogo da artilharia paraguaia da fortaleza de Humaitá.
- 1878 — É patenteado o fonógrafo de Thomas Edison.
- 1913 — Pedro Lascuráin torna-se presidente do México durante cerca de uma hora; este é o mandato mais curto até hoje de qualquer pessoa como presidente de qualquer país.
- 1915 — Primeira Guerra Mundial: o primeiro ataque naval aos Dardanelos começa quando uma forte força-tarefa anglo-francesa bombardeia a artilharia otomana ao longo da costa de Galípoli.[3]
- 1926 — Castelo de Melgaço e a Muralha de Barcelos são classificados como Monumentos Nacionais de Portugal.
- 1942
  - Segunda Guerra Mundial: quase 250 aviões de guerra japoneses atacam a cidade de Darwin, no norte da Austrália, matando 243 pessoas.
  - Segunda Guerra Mundial: o presidente dos Estados Unidos, Franklin D. Roosevelt, assina a ordem executiva 9066, permitindo que o exército dos Estados Unidos realoque nipo-americanos para campos de concentração.
- 1943 — Segunda Guerra Mundial: começa a Batalha do Passo Kasserine, na Tunísia Francesa.
- 1945 — Segunda Guerra Mundial: Batalha de Iwo Jima: cerca de 30 mil fuzileiros dos Estados Unidos desembarcam na ilha de Iwo Jima.
- 1949 — O poeta e crítico literário estadunidense Ezra Pound, considerado um dos principais representantes do movimento mordenista recebe o primeiro Prêmio Bollingen de poesia da Fundação Bollingen e da Universidade de Yale.
- 1954 — O Politburo do Partido Comunista da União Soviética ordena a transferência do Oblast da Crimeia da República Socialista Federativa Soviética da Rússia para a República Socialista Soviética da Ucrânia.
- 1959 — O Reino Unido concede a independência do Chipre, que é formalmente proclamada em 16 de agosto de 1960.
- 1960 — China lança com sucesso o T-7, seu primeiro foguete de sondagem.
- 1963 — A publicação de A Mística Feminina, de Betty Friedan, redesperta o movimento feminista nos Estados Unidos à medida que as organizações de mulheres e os grupos de conscientização se espalham.
- 1976 — A Ordem Executiva 9066, que levou à realocação de nipo-americanos para campos de concentração durante a Segunda Guerra Mundial (finalizada 30 anos antes), é rescindida pela Proclamação 4417 do presidente dos Estados Unidos, Gerald Ford.
- 1978 — Forças egípcias invadem o Aeroporto Internacional de Lárnaca na tentativa de intervir em um sequestro, sem autorização das autoridades da República de Chipre. A Guarda Nacional Cipriota e as forças policiais matam 15 comandos egípcios.[4]
- 1985
  - O Boeing 727 da Iberia cai no monte Oiz, na Espanha, matando 148 pessoas.
  - William J. Schroeder se torna o primeiro receptor de um coração artificial a deixar o hospital.
- 2002 — Sonda espacial 2001 Mars Odyssey, da NASA, começa a mapear a superfície de Marte usando seu sistema de imagem de emissão térmica.
- 2003 — Um avião militar Ilyushin Il-76 cai perto de Kerman, Irã, matando 275 pessoas.[5]
- 2005 — A edição portuguesa da Wikinotícias é colocada no ar.
- 2020 — Tiroteios em Hanau, Alemanha, deixam pelo menos dez mortos e vários feridos.
- 2024 — Após efetuar declaração interpretada como preconceituosa e antissemita, o presidente do Brasil, Luiz Inácio Lula da Silva, foi declarado como persona non grata pelo governo israelense.[6]

## Nascimentos

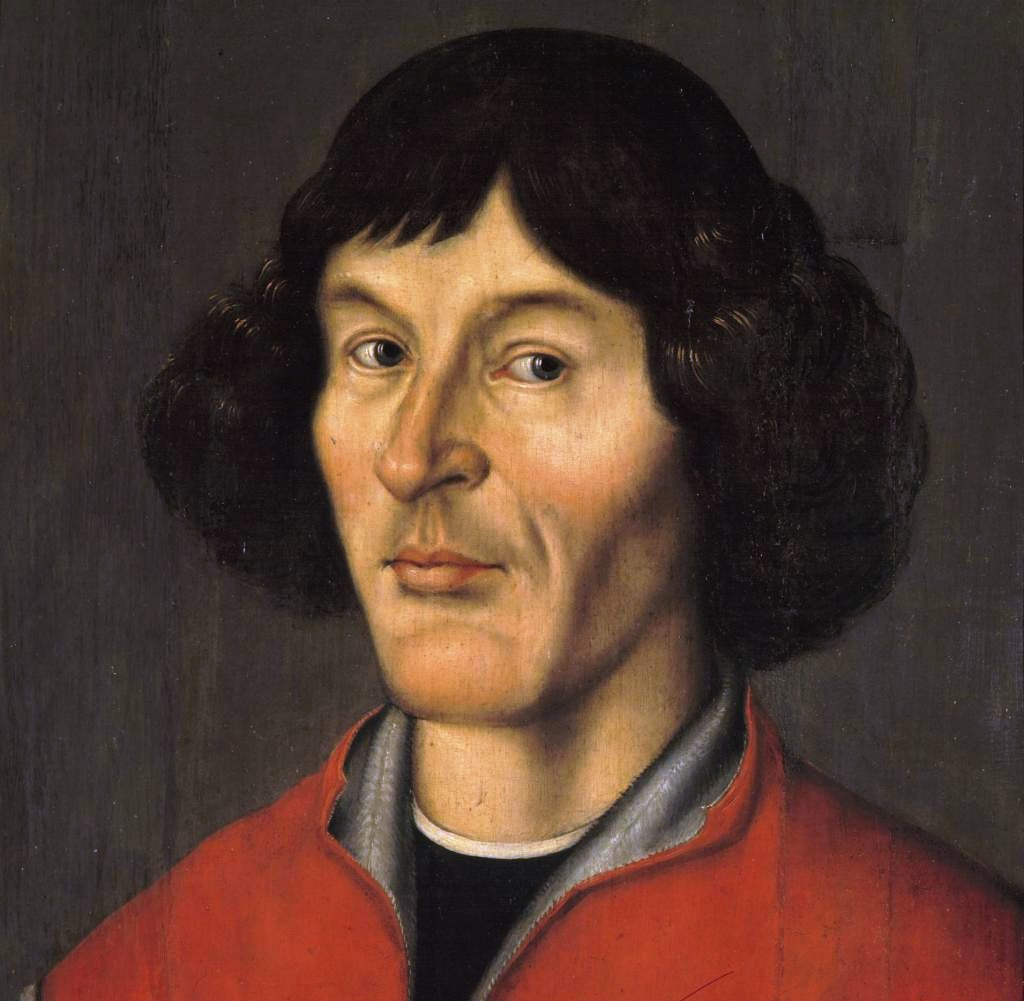
Nicolau Copérnico

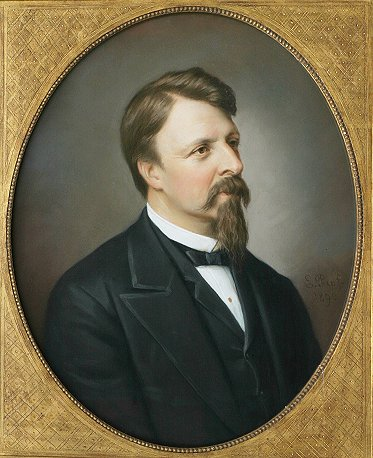
Pedro de Orléans e Bragança

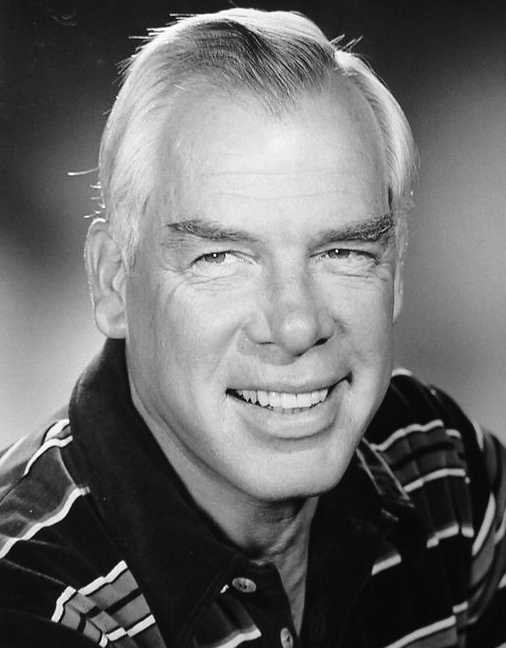
Lee Marvin

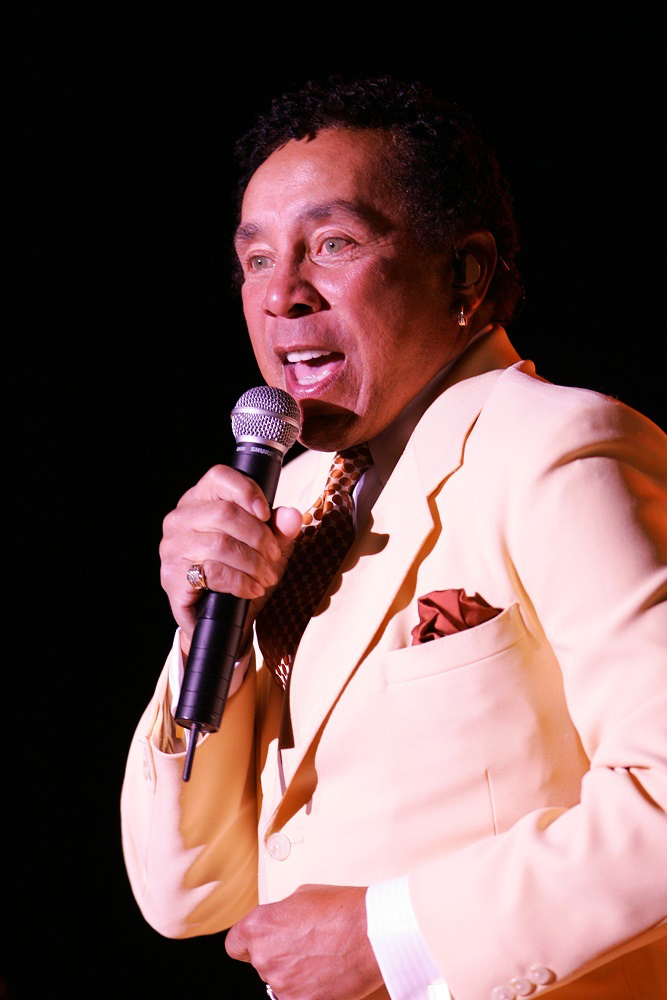
Smokey Robinson

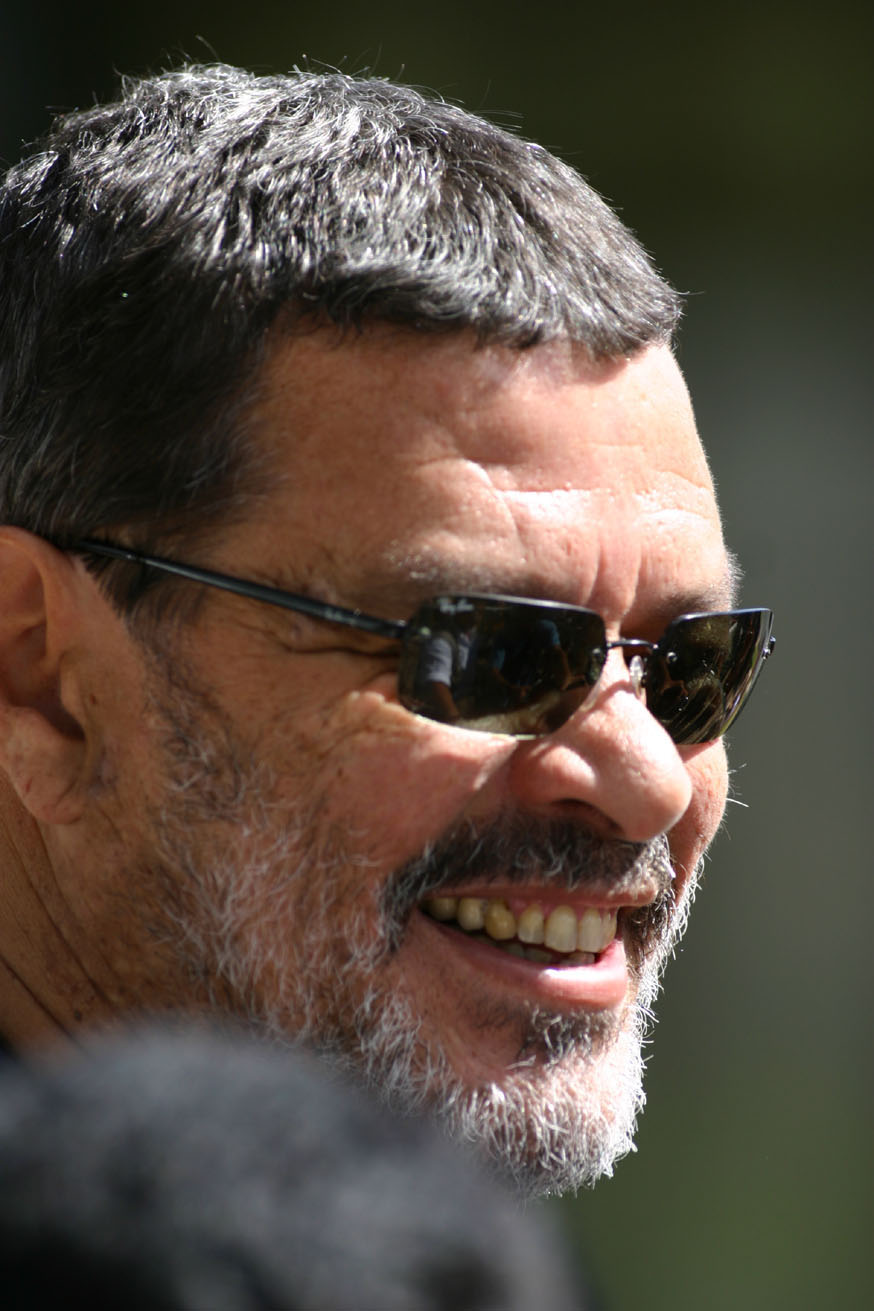
Sócrates

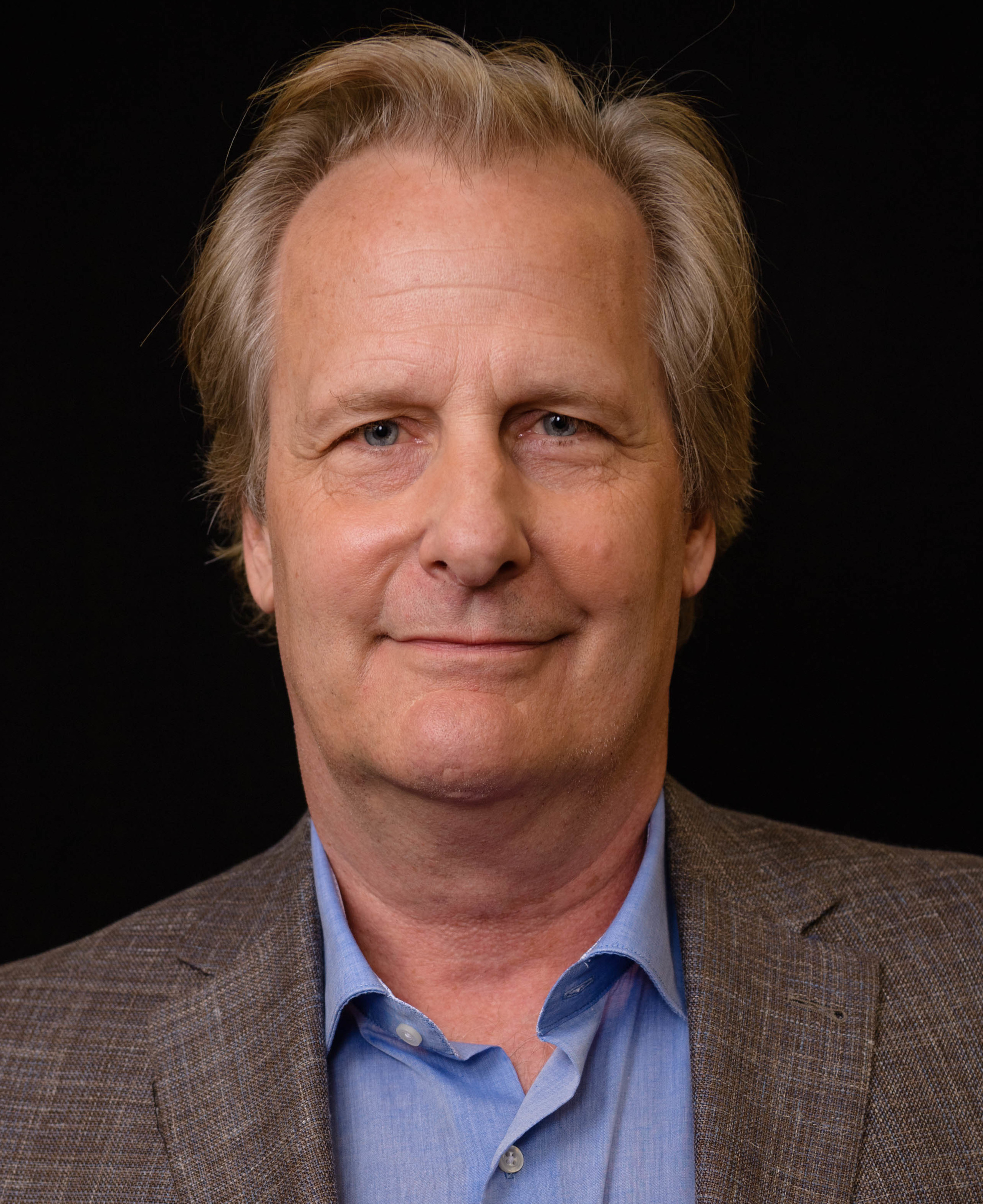
Jeff Daniels

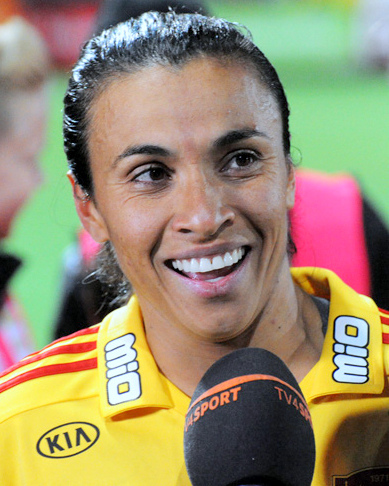
Marta

### Anterior ao século XIX
- 1395 — Bona de Armagnac, duquesa de Orleães (m. 1430/35).
- 1461 — Domenico Grimani, cardeal italiano (m. 1523).
- 1473 — Nicolau Copérnico, matemático e astrônomo polonês (m. 1543).
- 1497 — Matthäus Schwarz, escritor alemão (m. 1574).
- 1519 — Froben Christoph de Zimmern, escritor alemão (m. 1566).
- 1525 — Carlos Clúsio, botânico e acadêmico flamengo (m. 1609).
- 1532 — Jean-Antoine de Baïf, poeta francês (m. 1589).
- 1594 — Henrique Frederico, Príncipe de Gales (m. 1612).
- 1630 — Shivaji, rei-guerreiro indiano e fundador do Império Marata (m. 1680).
- 1717 — David Garrick, ator, dramaturgo e produtor britânico (m. 1779).
- 1743 — Luigi Boccherini, violoncelista e compositor italiano (m. 1805).
- 1752 — Simone Assemani, numismata e orientalista italiano (m. 1821).
- 1782 — Paulina da Curlândia, duquesa de Sagan (m. 1845).
- 1798 — Allan MacNab, militar, advogado e político canadense, primeiro-ministro do Canadá Oeste (m. 1862).
- 1799 — Ferdinand Reich, químico alemão (m. 1882).

### Século XIX
- 1802 — Leonard Bacon, escritor norte-americano (m. 1881).
- 1804 — Karl von Rokitansky, médico, patologista e filósofo alemão (m. 1878).
- 1821 — August Schleicher, linguista e acadêmico alemão (m. 1868).
- 1825 — Mór Jókai, escritor húngaro (m. 1904).
- 1828 — John Dugdale Astley, militar e desportista britânico (m. 1894).
- 1833 — Élie Ducommun, jornalista e ativista suíço, ganhador do Prêmio Nobel (m. 1906).
- 1849 — Giovanni Passannante, anarquista italiano (m. 1910).
- 1859 — Svante Arrhenius, físico e químico sueco, ganhador do Prêmio Nobel (m. 1927).
- 1865 — Sven Hedin, geógrafo e explorador sueco (m. 1952).
- 1869
  - Hovhannes Tumanyan, poeta e escritor armênio-russo (m. 1923).
  - Oliver Russell, nobre britânico (m. 1935).
- 1876 — Constantin Brâncuși, escultor, pintor e fotógrafo romeno-francês (m. 1957).
- 1877 — Gabriele Münter, pintora alemã (m. 1962).
- 1878 — Kristofer Uppdal, escritor norueguês (m. 1961).
- 1880 — Álvaro Obregón, general e político mexicano, 39.º presidente do México (m. 1928).
- 1889
  - José Eustasio Rivera, advogado e poeta colombiano (m. 1928).
  - Ernest Marsden, físico britânico (m. 1970).
- 1895 — Louis Calhern, ator americano (m. 1956).
- 1896 — André Breton, poeta e escritor francês (m. 1966).
- 1897 — Alma Rubens, atriz americana (m. 1931).
- 1899 — Lucio Fontana, pintor e escultor ítalo-argentino (m. 1968).

### Século XX

#### 1901–1950
- 1908
  - Almirante, cantor, compositor e radialista brasileiro (m. 1980).
  - Íris Meinberg, político brasileiro (m. 1973).
- 1910 — William Grey Walter, neurofisiologista e roboticista estadunidense (m. 1977).
- 1911 — Merle Oberon, atriz indo-americana (m. 1979).
- 1912
  - Dorothy Janis, atriz americana (m. 2010).
  - Saul Chaplin, compositor americano (m. 1997).
- 1913
  - Pedro de Alcântara Gastão de Orléans e Bragança (m. 2007).
  - Frank Tashlin, animador e roteirista americano (m. 1972).
- 1917 — Carson McCullers, romancista, contista, dramaturga e ensaísta americana (m. 1967).
- 1919 — Sergio Corrêa da Costa, historiador e diplomata brasileiro (m. 2005).
- 1920 — Jaan Kross, escritor e poeta estoniano (m. 2007).
- 1924
  - David Bronstein, jogador de xadrez e teórico ucraniano (m. 2006).
  - Lee Marvin, ator norte-americano (m. 1987).
- 1926 — György Kurtág, compositor e acadêmico húngaro.
- 1927 — Philippe Boiry, jornalista francês (m. 2014).
- 1928 — Walter Ceneviva, advogado e professor brasileiro (m. 2025).
- 1929 — Jacques Deray, diretor e roteirista francês (m. 2003).
- 1930 — John Frankenheimer, diretor e produtor de cinema estadunidense (m. 2002).
- 1932
  - Joseph Kerwin, capitão, médico e astronauta americano.
  - Alberto Dines, jornalista brasileiro (m. 2018).
- 1939
  - Irina Loghin, cantora romena.
  - Lael Varella, político brasileiro.
- 1940
  - Saparmyrat Nyýazow, engenheiro e político turquemeno, 1.º presidente do Turquemenistão (m. 2006).
  - Smokey Robinson, cantor, compositor e produtor musical americano.
- 1941 — David Gross, físico e acadêmico americano, ganhador do Prêmio Nobel.
- 1942
  - Luiz Pinguelli Rosa, físico, pesquisador e professor universitário brasileiro (m. 2022).
  - Howard Stringer, empresário britânico.
- 1943
  - Homer Hickam, escritor e engenheiro americano.
  - Richard Timothy Hunt, bioquímico e acadêmico britânico, ganhador do Prêmio Nobel.
- 1948
  - Pim Fortuyn, sociólogo, acadêmico e político neerlandês (m. 2002).
  - Tony Iommi, guitarrista e compositor britânico.
- 1949
  - Danielle Bunten Berry, designer de jogos e programadora americana (m. 1998).
  - William Messner-Loebs, escritor e ilustrador americano.

#### 1951–2000
- 1951 — Horace Andy, cantor e compositor jamaicano.
- 1952
  - Ryu Murakami, romancista e cineasta japonês.
  - Rodolfo Neri Vela, engenheiro e astronauta mexicano.
  - Amy Tan, romancista, ensaísta e contista americana.
  - Danilo Türk, acadêmico e político esloveno, 3.º presidente da Eslovênia.
  - Evandro Mesquita, ator e cantor brasileiro.
  - Stephen South, ex-automobilista britânico.
- 1953
  - Corrado Barazzutti, tenista italiano.
  - Massimo Troisi, ator, diretor e roteirista italiano (m. 1994).
  - Cristina Kirchner, advogada e política argentina, 53.ª presidente da Argentina.
  - Attilio Bettega, automobilista italiano (m. 1985).
  - Anuar Battisti, arcebispo brasileiro.
- 1954
  - Sócrates, futebolista brasileiro (m. 2011).
  - Michael Gira, cantor, compositor, violonista e produtor americano.
- 1955 — Jeff Daniels, ator e dramaturgo estadunidense.
- 1956 — Roderick MacKinnon, biólogo e acadêmico americano, ganhador do Prêmio Nobel.
- 1957
  - Falco, cantor, compositor, rapper e músico austríaco (m. 1998).
  - Ray Winstone, ator britânico.
- 1958 — Helen Fielding, escritora e roteirista britânica.
- 1959
  - Roger Goodell, empresário americano.
  - Anatoliy Demyanenko, futebolista ucraniano.
- 1960
  - André, Duque de Iorque.
  - John Paul Jr., automobilista americano (m. 2020).
- 1961
  - Andy Wallace, automobilista britânico.
  - Justin Fashanu, futebolista britânico (m. 1998).
- 1962 — Hana Mandlíková, tenista e treinadora tcheco-australiana.
- 1963
  - Seal, cantor e compositor britânico.
  - Jessica Tuck, atriz americana.
- 1964 — Jennifer Doudna, bioquímica americana.
- 1965 — Jaime Bayly, escritor e jornalista peruano.
- 1966
  - Justine Bateman, atriz e produtora americana.
  - Paul Haarhuis, tenista e treinador neerlandês.
  - Miroslav Đukić, ex-futebolista sérvio.
  - Enzo Scifo, ex-futebolista belga.
- 1967
  - Benicio del Toro, ator, diretor e produtor porto-riquenho-americano.
  - Mateus Carrieri, ator brasileiro.
- 1968 — Paulo Sérgio Brito, treinador português de futebol.
- 1969 — Eduardo de Poli, nadador brasileiro.
- 1970
  - Joacim Cans, cantor e compositor sueco.
  - Renata Cordeiro, jornalista esportiva brasileira.
- 1971
  - Jeff Kinney, escritor e ilustrador americano.
  - Miguel Batista, jogador de beisebol e poeta dominicano.
- 1972 — Malky Mackay, ex-futebolista e treinador de futebol escocês.
- 1973 — Eric Lange, ator norte-americano.
- 1974
  - Jean Azevedo, automobilista brasileiro.
  - Pena, ex-futebolista brasileiro.
- 1975
  - Daniel Adair, baterista e produtor canadense.
  - Daewon Song, skatista sul-coreano-americano, cofundador da Almost Skateboards.
  - André Ladaga, futebolista brasileiro-azeri.
- 1976 — Andrew Pitt, motociclista australiano.
- 1977
  - Gianluca Zambrotta, futebolista e treinador italiano.
  - Zéu Britto, cantor, compositor e ator brasileiro.
- 1978 — Immortal Technique, rapper peruano-americano.
- 1979
  - Vitas, cantor, compositor, ator e designer de moda russo.
  - Rogerio Tutti, pianista brasileiro.
  - Alexandre Rotweiller, futebolista brasileiro.
  - Steve Cherundolo, futebolista e técnico norte-americano.
- 1980
  - Dwight Freeney, jogador de futebol americano.
  - Ma Lin, mesa-tenista chinês.
  - Mike Miller, jogador de basquete americano.
  - Caboré, futebolista brasileiro.
- 1981
  - Nicky Shorey, futebolista inglês.
  - Miguel Mea Vitali, futebolista venezuelano.
  - Beth Ditto, cantora norte-americana.
  - Rafael Baronesi, apresentador de televisão brasileiro.
- 1982
  - Camelia Potec, nadadora romena.
  - Yssouf Koné, futebolista burquinense.
  - Gustavo, futebolista brasileiro.
- 1983
  - Mika Nakashima, cantora e atriz japonesa.
  - Reynhard Sinaga, estuprador em série indonésio.
  - Răzvan Cociș, futebolista romeno.
- 1984 — David Fleurival, futebolista guadalupino.
- 1985
  - Haylie Duff, atriz e cantora norte-americana.
  - Arielle Kebbel, atriz e modelo norte-americana.
- 1986
  - Henri Karjalainen, automobilista finlandês.
  - Marta, futebolista brasileira.
  - Maria Mena, cantora e compositora norueguesa.
- 1987
  - Alexandra Eremia, ginasta romena.
  - Anna Cappellini, patinadora artística italiana.
  - Carolina Pavanelli, atriz brasileira.
  - Rodolfo Ávila, automobilista português.
  - Yelmer Buurman, automobilista neerlandês.
- 1988 — Miyu Irino, dublador japonês.
- 1989
  - Marçal (futebolista), futebolista brasileiro.
  - Jung Yoo-jin, atriz e modelo sul-coreana.
- 1990
  - Luke Pasqualino, ator britânico.
  - Ryad Boudebouz, futebolista argelino.
  - Saad Al Sheeb, futebolista catariano.
- 1991
  - Christoph Kramer, futebolista alemão.
  - Trevor Bayne, automobilista americano.
- 1992 — Paulina Gaitán, atriz mexicana.
- 1993
  - Mauro Icardi, futebolista argentino.
  - Victoria Justice, atriz e cantora norte-americana.
  - Mayu Iwatani, lutadora japonesa.
- 1994 — Gabriel Elias, cantor e compositor brasileiro.
- 1995 — Nikola Jokić, jogador de basquete sérvio.
- 1996 — Ashnikko, cantora, compositora e rapper norte-americana.
- 1997 — Nuno Borges, tenista português.
- 1998 — Chappell Roan, cantora e compositora norte-americana.
- 1999 — Breno Correia, nadador brasileiro.
- 2000 — Pete Nance, jogador de basquete norte-americano.

### Século XXI
- 2001
  - David Mazouz, ator americano.
  - Lee Kang-in, futebolista sul-coreano.
  - Mari Fernandez, cantora, compositora, empresária e instrumentista brasileira.
- 2002 — Cauê Campos, ator brasileiro.
- 2003 — Luizão (futebolista), futebolista brasileiro.
- 2004 — Millie Bobby Brown, atriz, modelo e produtora britânica.
- 2005 — Alma Deutscher, pianista e violinista britânica.

## Mortes

### Anterior ao século XIX
- 0197 — Clódio Albino, usurpador romano (n. 150).
- 1123 — Irene Ducena, imperatriz bizantina (n. 1066).
- 1300 — Munio de Zamora, general da Ordem Dominicana (n. 1237).
- 1414 — Thomas Arundel, estadista inglês (n. 1353).
- 1445 — Leonor de Aragão, Rainha de Portugal (n. 1402).
- 1553 — Erasmus Reinhold, astrônomo e matemático alemão (n. 1511).
- 1564 — Francisco Coutinho, 3.º Conde de Redondo, nobre e militar português (n. 1517).
- 1592 — Patrick Adamson, teólogo escocês (n. 1537).
- 1602 — Filipe Emanuel de Lorena, duque de Mercœur (n. 1558).
- 1623 — Clara Maria da Pomerânia-Barth (n. 1564).
- 1709 — Tokugawa Tsunayoshi, xogum japonês (n. 1646).
- 1799 — Jean-Charles de Borda, matemático, físico e marinheiro francês (n. 1733).

### Século XIX
- 1806 — Elizabeth Carter, poetisa e tradutora britânica (n. 1717).
- 1822 — Joana Angélica religiosa brasileira (n. 1761).
- 1837 — Georg Büchner, poeta e dramaturgo suíço-alemão (n. 1813).
- 1841 — Amália de Nassau-Weilburg, princesa de Anhalt-Bernburg-Schaumburg-Hoym (n. 1776).
- 1869 — John Lane Gardner, oficial norte-americano (n. 1793).
- 1887 — Multatuli, escritor e funcionário público neerlandês-alemão (n. 1820).
- 1878 — Charles-François Daubigny, pintor francês (n. 1817).
- 1897 — Karl Weierstrass, matemático e acadêmico alemão (n. 1815).

### Século XX
- 1916
  - Afonso Arinos de Melo Franco, jornalista, escritor e jurista brasileiro (n. 1868).
  - Ernst Mach, físico e filósofo austro-tcheco (n. 1838).
- 1919 — Frederick du Cane Godman, biólogo britânico (n. 1834).
- 1924 — Jerônimo Tomé da Silva, bispo brasileiro (n. 1849).
- 1927
  - Robert Fuchs, compositor e educador austríaco (n. 1847).
  - Georg Brandes, crítico dinamarquês (n. 1842).
- 1936 — Billy Mitchell, general e aviador americano (n. 1879).
- 1945 — John Basilone, sargento americano, ganhador da Medalha de Honra (n. 1916).
- 1951 — André Gide, romancista, ensaísta e dramaturgo francês, ganhador do Prêmio Nobel (n. 1869).
- 1952 — Knut Hamsun, romancista, poeta e dramaturgo norueguês, ganhador do Prêmio Nobel (n. 1859).
- 1957 — Maurice Garin, ciclista ítalo-francês (n. 1871).
- 1959 — Diogo de Macedo, escultor, museólogo e escritor português (n. 1889).
- 1962 — Geórgios Papanicolau, patologista greco-americano, inventou o teste de Papanicolau (n. 1883).
- 1972
  - John Grierson, diretor e produtor (n. 1898).
  - Lee Morgan, trompetista e compositor americano (n. 1938).
- 1974 — Solano Trindade, poeta, pintor e teatrólogo brasileiro (n. 1908).
- 1980 — Bon Scott, cantora, compositora anglo-australiano (n. 1946).
- 1981
  - Osvaldo Orico, escritor brasileiro (n. 1900).
  - Zeferino Vaz, médico e político brasileiro (n. 1908).
- 1983 — Jardel Filho, ator brasileiro (n. 1927).
- 1986
  - Adolfo Celi, diretor e ator italiano (n. 1922).
  - Francisco Mignone, compositor erudito brasileiro (n. 1897).
- 1988 — André Cournand, médico e fisiologista franco-americano, ganhador do Prêmio Nobel (n. 1895).
- 1993
  - Carlos Augusto Strazzer, ator brasileiro (n. 1946).
  - Geraldo Alves, ator e comediante brasileiro (n. 1935).
- 1994 — Derek Jarman, diretor e cenógrafo britânico (n. 1942).
- 1997 — Deng Xiaoping, político chinês, 1.º vice-primeiro-ministro da República Popular da China (n. 1904).
- 1999 — Mohamed Sadeq al-Sadr, clérigo iraquiano (n. 1943).
- 2000 — Friedensreich Hundertwasser, pintor e ilustrador austro-neozelandês (n. 1928).

### Século XXI
- 2001
  - Charles Trenet, cantor e compositor francês (n. 1913).
  - Stanley Kramer, diretor e cineasta americano (n. 1913).
- 2003 — Johnny Paycheck, cantor, compositor e guitarrista americano (n. 1938).
- 2007 — Janet Blair, atriz e cantora estadunidense (n. 1921).
- 2008
  - Jonas Pinheiro, político brasileiro (n. 1941).
  - Lydia Shum, comediante, mestre de cerimônias e atriz chinesa (n. 1945).
- 2009
  - Araken Peixoto, cantor brasileiro (n. 1930).
  - Kelly Groucutt, cantor e baixista britânico (n. 1945).
- 2010
  - Bruno Gironcoli, pintor e escultor austríaco (n. 1936).
  - Lionel Jeffries, roteirista, ator e diretor de cinema britânico (n. 1926).
- 2012 — Ruth Barcan Marcus, filósofa e lógica americana (n. 1921).
- 2013
  - Park Chul-soo, diretor, produtor e roteirista sul-coreano (n. 1948).
  - Robert Coleman Richardson, físico e acadêmico americano, ganhador do Prêmio Nobel (n. 1937).
  - Donald Richie, escritor e crítico americano-japonês (n. 1924).
- 2014
  - Dale Gardner, capitão e astronauta americano (n. 1948).
  - Valeri Kubasov, engenheiro e astronauta russo (n. 1935).
- 2016
  - Harper Lee, escritora norte-americana (n. 1926).
  - Umberto Eco, romancista, crítico literário e filósofo italiano (n. 1932).
- 2017 — Larry Coryell, guitarrista de jazz americano (n. 1943).
- 2019 — Karl Lagerfeld, estilista alemão (n. 1933).
- 2020
  - José Mojica Marins (Zé do Caixão), cineasta, ator, compositor, roteirista e apresentador de terror da televisão brasileiro (n. 1936).
  - Pop Smoke, rapper americano (n. 1999).
  - Beatriz Bonnet, atriz argentina (n. 1930).
- 2021
  - Mya Thwe Thwe Khaing, ativista mianmarense (n. 2001).
  - José Atalaya, maestro e compositor português (n. 1927).
- 2022
  - Jean-Luc Brunel, criminoso francês (n. 1946).
  - Xavier Marc, ator mexicano (n. 1948).
  - Gary Brooker, músico britânico (n. 1945).
  - Irma Rosnell, política finlandesa (n. 1927).
  - Nightbirde, cantora e compositora norte-americana (n. 1990).
- 2023
  - Richard Belzer, ator norte-americano (n. 1944).
  - Greg Foster, atleta norte-americano (n. 1958).
  - Jansen Panettiere, ator norte-americano (n. 1994).
- 2024
  - Ira von Fürstenberg, atriz, socialite e designer italiana (n. 1940).
  - Jan Assmann, professor e egiptólogo alemão (n. 1938).

## Feriados e eventos cíclicos
- Dia do Esportista

### Cristianismo
- Beato de Liébana
- Conrado de Placência

## Outros calendários
- No calendário romano era o 11º dia (XI) antes das calendas de março.
- No calendário litúrgico tem a letra dominical A para o dia da semana.
- No calendário gregoriano a epacta do dia é x.